# هگزوکیناز
هگزوکیناز یک آنزیم است که هگزوزها (قندهای شش کربنی) را فسفریله می‌کند و هگزوز فسفات تشکیل می‌دهد. در بیشتر ارگانیسم‌ها، مهم‌ترین پیش ماده ی هگزوکینازها گلوکز و مهم‌ترین فراورده ی آن ها گلوکز ۶-فسفات است.